# 赤峰敏春
赤峰 敏春（あかみね としはる、1949年4月21日 - ）は、佐賀県出身の元競艇選手。登録第2055号。身長168cm。血液型O型。21期。息子に競艇選手の赤峰和也（登録第3471号）。

## 来歴
- 1966年3月22日選手登録。
- 1966年5月9日から唐津競艇場で開催された一般戦でデビュー。
- 1966年7月7日から若松競艇場で開催された一般戦で初勝利。
- 1970年2月26日から津競艇場で開催された一般戦で初優出、初優勝。
- 1970年9月10日から大村競艇場で開催された｢九州地区選手権｣でG1初出場。
- 1974年10月3日から住之江競艇場で開催された全日本選手権でSG初出場。
- 1999年10月14日から津競艇場で開催された一般戦で優勝。通算29回目、現役最後の優勝。
- 2000年4月18日から住之江競艇場で開催された競艇名人戦競走に初出場。以降、3年連続で出場。
- 2010年1月9日、唐津競艇場での一般戦を最後に引退。（節間成績456661）

## 生涯成績
- 通算出走回数 9541走
- 通算優勝回数 29回
- 通算優出回数 209回
- 通算勝利回数 1838勝
- フライング(F)回数：48回
- 出遅れ(L)回数：15回
- 通算勝率 5.76
- 2連対率：39.77
- 3連対率：58.68
- 生涯獲得賞金 662,502,848円